# Sześciu zawsze da sobie radę
Sześciu zawsze da sobie radę (niem. Sechse kommen durch die ganze Welt) – baśń braci Grimm opublikowana w 1819 roku, w drugim wydaniu ich zbioru Baśni (tom 1, nr 71).

## Treść[1]
Bohater tej baśni służył wiernie królowi jako żołnierz na wojnie. Kiedy wojna się skończyła otrzymał bardzo niewielką zapłatę za swój trud. Rozgoryczony poprzysiągł królowi, że odbierze mu wszystkie jego skarby, gdy tylko znajdzie odpowiednich ludzi do pomocy. Wędrując po świecie zwerbował w końcu pięciu mężczyzn o niezwykłych umiejętnościach.
- pierwszy był tak potężny, że wyrywał drzewa z ziemi
- drugi był takim wybornym strzelcem, że potrafił trafić z fuzji w oko muchy siedzącej na oddalonej o dwie mile gałęzi
- trzeci dmuchając przez dziurkę w nosie potrafił wprawić w ruch siedem wiatraków stojących dwie mile dalej
- czwarty potrafił bardzo szybko biegać. Żeby zwolnić musiał zdejmować sobie jedną nogę.
- piąty nosił zawsze czapkę na uchu. Gdy założył ją prosto następował taki mróz, że ptaki zamarzały w locie i spadały na ziemię.

Cała szóstka udała się do miasta, gdzie król ogłosił, że kto pokona jego córkę w wyścigu, zostanie jej małżonkiem. Jednak gdy mu się nie powiedzie – zostanie ścięty.
Bohater baśni zgłosił się do króla i zapytał, czy w biegu może zastąpić go sługa. Król zgodził się, ale zaznaczył, że w razie porażki obaj poniosą śmierć.
Do wyścigu bohater baśni wyznaczył tego towarzysza, który potrafił szybko biegać. Zwycięzcą wyścigu miał zostać ten, kto pierwszy przyniesie kubek wody z odległego źródła. Królewna i Szybkobiegacz otrzymali kubek i zaczęli bieg. Szybkobiegacz szybko przegonił królewnę, napełnił kubek i zaczął biec z powrotem. Jednak w drodze powrotnej postanowił odpocząć. Postawił swój kubek na ziemi i zasnął. Wkrótce przybiegła też królewna. Widząc, ze jej przeciwnik śpi, wylała jego wodę z kubka i pobiegła dalej pewna już zwycięstwa.
Na szczęście Strzelec, obdarzony dobrym wzrokiem ujrzał z zamkowej wieży, co się stało. Chwycił fuzję, wycelował i strzelił tak trafnie, że nie zraniwszy Szybkobiegacza, wytrącił mu spod głowy czerep koński na którym Szybkobiegacz spał. Szybkobiegacz obudził się i ujrzał, że jego kubek jest pusty. Pobiegł jeszcze raz do źródła, zaczerpnął wody i dotarł na metę o minutę wcześniej niż królewna.
Król i królewna nie chcieli jednak, żeby królewna poślubiła zwykłego byłego żołnierza. Król obiecał królewnie, że rozwiąże ten problem.
Wezwał sześciu towarzyszy i zaprosił ich na ucztę. Zaprowadził ich do komnaty, gdzie zastawiony był wspaniały stół z jedzeniem. Kiedy towarzysze tam weszli ucztować, król kazał zamknąć żelazne drzwi i rozpalić pod podłogą wielki ogień. Sześciu towarzyszom czując gorąco i nie mogąc się wydostać zrozumiało, że wpadli w pułapkę. Wtedy mężczyzna z czapką na uchu założył ją prosto. W wyniku tego w komnacie zapanowało takie zimno, że potrawy poczęły zamarzać na półmiskach.
Król spostrzegł, że jego plan się nie powiódł. Wezwał więc byłego żołnierza i obiecał mu dużo złota jeżeli zrezygnuje z małżeństwa z jego córką. Ten oświadczył, że spełni wolę króla jeśli dostanie tyle złota, ile uniesie jego sługa. Obiecał przybyć po złoto za dwa tygodnie. W tym czasie przygotował ogromnych rozmiarów worek, który niósł ze sobą ten towarzysz wyrywający drzewa w lesie. Okazało się, że całe złoto z królestwa nie wypełniło worka, który siłacz bez problemu zarzucił na plecy.
Król rozgoryczony tym, że jeden człowiek wynosi majątek całego królestwa, posłał swoją armię, by odzyskała złoto. Żołnierze dogonili sześciu towarzyszy i zażądali zwrotu złota. Wtedy towarzysz, który wprawiał w ruch wiatraki, dmuchnął dziurką od nosa w żołnierzy. Całe wojsko rozsypało się na wszystkie strony i pofrunęło nad górami. Jeden tylko sierżant został przez Dmuchacza oszczędzony i wysłany do króla, by opowiedział co spotkało jego armię.
Gdy się król o tym dowiedział, uznał, że jest bezsilny i pogodził się ze stratą. A sześciu towarzyszów powróciło do domu, podzieliło się skarbami.

## Ekranizacje
- Baśnie braci Grimm (Sześciu Wędrowców – odcinek 14, seria 1) – japoński serial animowany (1987-1988)
- Sześciu zawsze sobie radę da (Sechse kommen durch die ganze Welt) – niemiecki film z 2014 roku (seria: Najpiękniejsze baśnie braci Grimm)